# Serra de Moixeró
La serra de Moixeró est un massif de montagnes de la chaîne des Pyrénées dans les provinces de Barcelone, Lérida et Gérone, en Catalogne, en Espagne. Il mesure 13 km de long pour 8 km de large, et culmine aux Penyes Altes de Moixeró (ca) (42° 18′ 23″ N, 1° 50′ 33″ E) à 2 276 mètres. À cause de la nature sédimentaire de ses roches et de sa position avancée par rapport à la zone centrale des Pyrénées, la serra de Moixeró fait partie du contrefort pré-pyrénéen. Géologiquement parlant, le massif se situe dans la zone sud-pyrénéenne.

## Géographie

### Principaux sommets

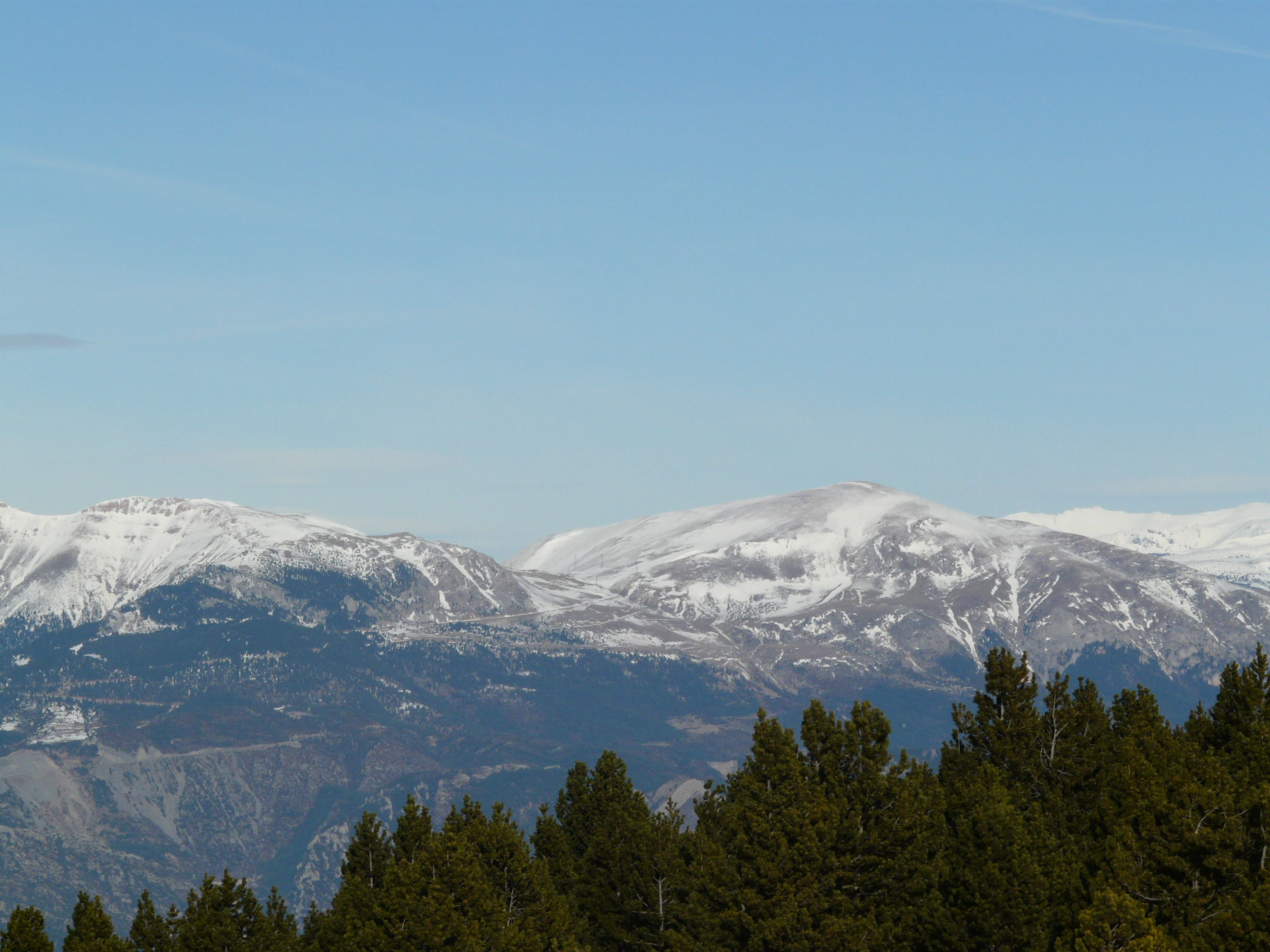
Est du massif (Puigllançada).

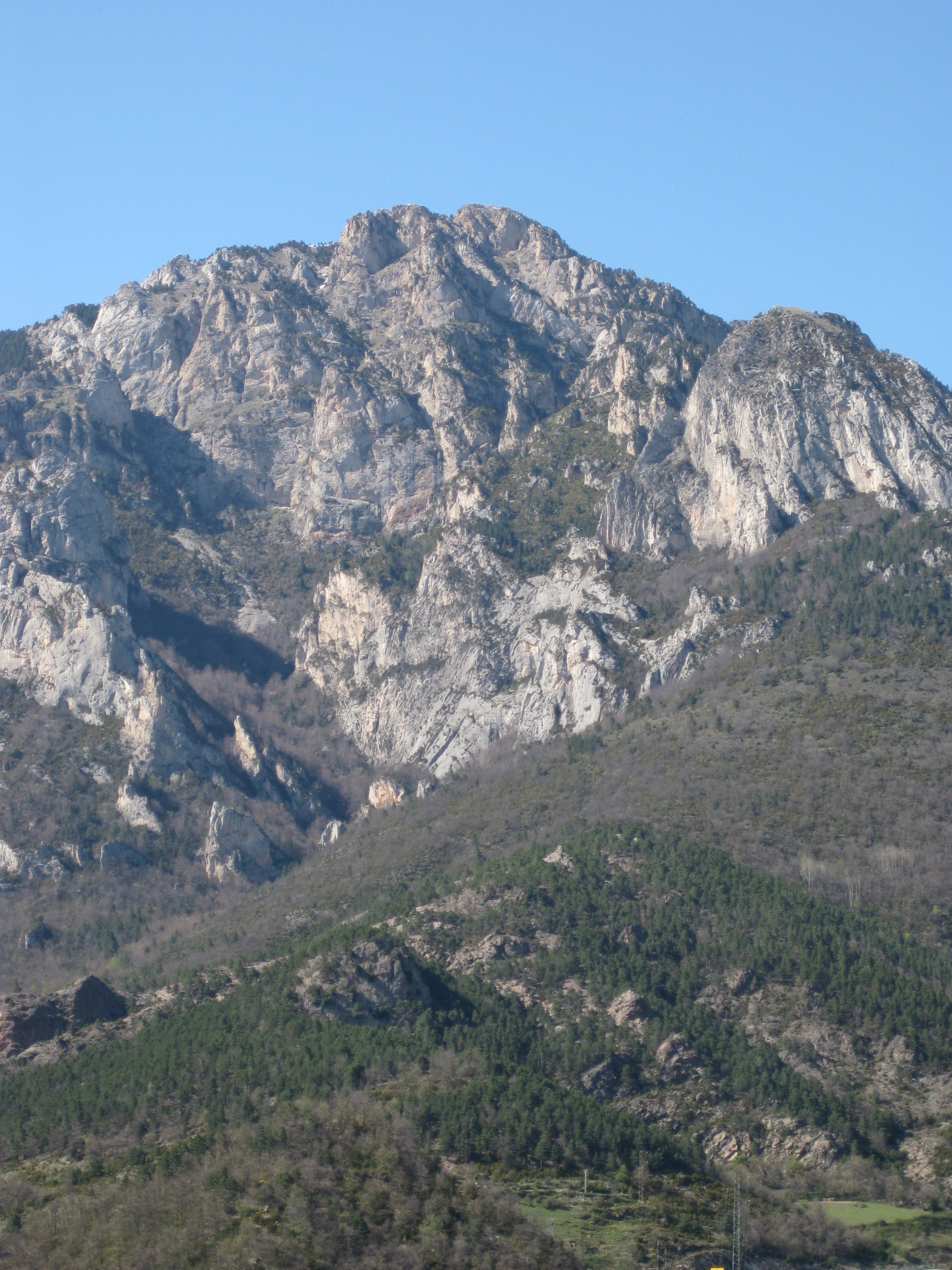
Penyes Altes, sommet du massif.

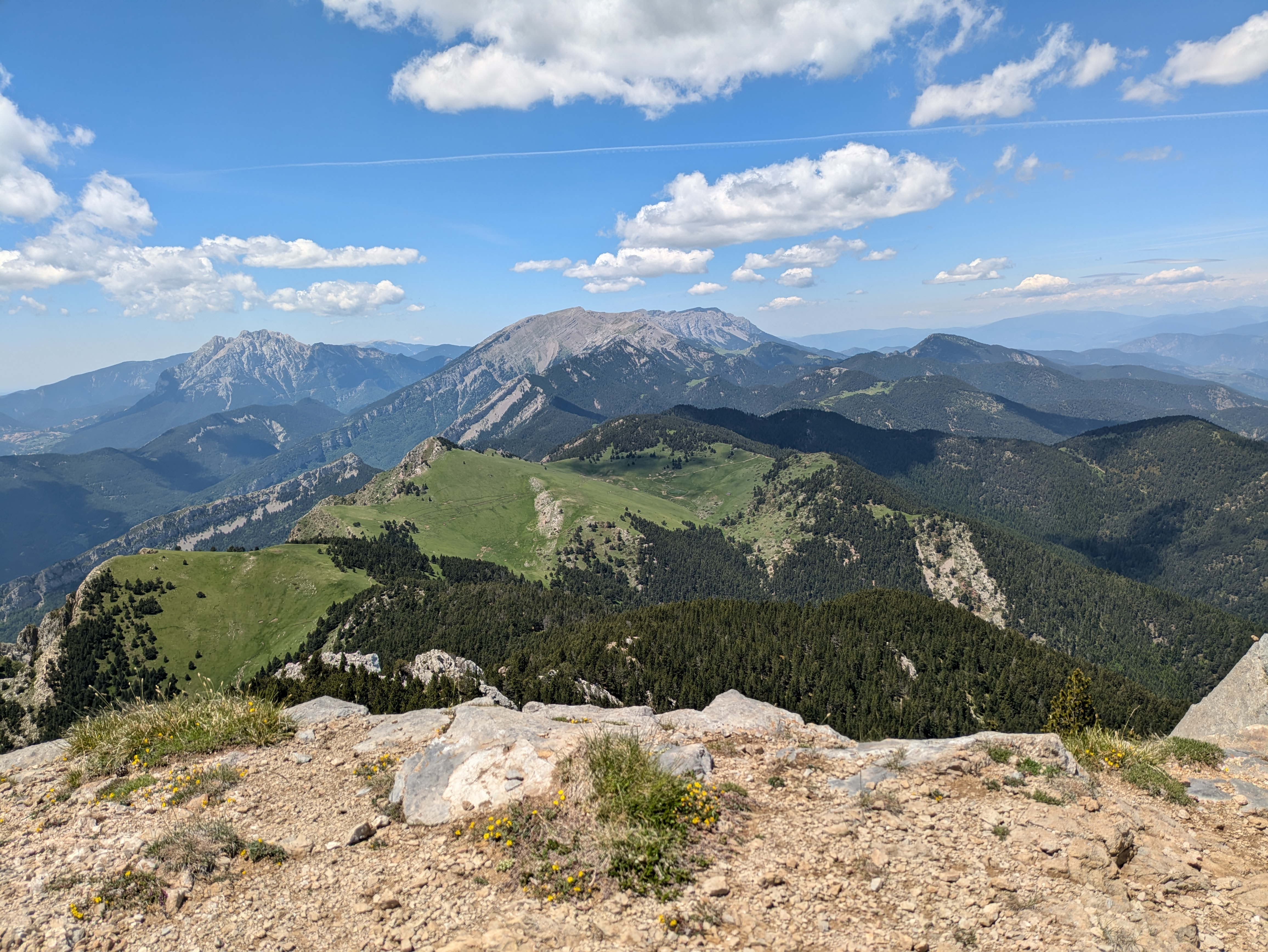
Serra de Moixeró, vue depuis Penyes Altes de Moixeró. Au loin, au centre : Comabona.

| Sommet                       | Altitude (mètres) |
| ---------------------------- | ----------------- |
| Penyes Altes de Moixeró (ca) | 2 276             |
| Les Soquetes                 | 2 200             |
| Cap del Pont                 | 2 101             |
| Moixeró (ca)                 | 2 090             |
| Puig Cubell                  | 2 088             |
| Turó de Prat Agre            | 2 016             |

### Géologie
Le relief actuel s'est formé entre −40 et −20 Ma (Éocène et Oligocène), conséquence de la formation des Pyrénées : les strates géologiques de type sédimentaire, déposées principalement depuis le Mésozoïque (à partir de −256 Ma) jusqu'à l'Éocène (vers −35 Ma), sont remontées en altitude entre −40 et −20 Ma par la collision entre la plaque ibérique au sud et la plaque eurasiatique au nord.